# ティルパティ線
ティルパティ線は、タミル・ナードゥ州カーンチプラム県のチェンガルパットゥ連絡駅からアーンドラ・プラデーシュ州のレーニグンタ連絡駅までを結ぶ、インド南部鉄道の鉄道路線である。ティルパティ駅まで直通の列車が多いが、レーニグンタ・ティルパティ間はインド中南部鉄道の路線である。

## 路線データ
- 路線距離 (チェンガルパットゥ・レーニグンタ間) ：136km
  - チェンガルパットゥ・アラッコーナム間 : 63km
  - アラッコーナム・レーニグンタ間 : 73km
- 軌間：1676mm (広軌)
- 駅数：21駅（起終点駅含む）

## 列車種別
普通列車と急行列車が運行されている。
- 普通列車、チェンガルパットゥ・カーンチプラム間 (チェンナイ・エルナークラム線直通) : 172, 173
- 普通列車、チェンガルパットゥ・アラッコーナム間 : 156, 157
- 普通列車、チェンガルパットゥ・アラッコーナム間 (チェンナイ・エルナークラム線直通) : 847, 848
- 普通列車、アラッコーナム・レーニグンタ間 : 193, 194
- 普通列車、アラッコーナム・ティルパティ間 (チェンナイ・マイソール線直通) : 189, 190
- 普通列車、チェンガルパットゥ・ティルパティ間 (チェンナイ・マイラードゥトゥライ線・パーンディッチェーリ線直通) : 195, 196
- 快速列車、アラッコーナム・ティルパティ間 (チェンナイ・マイソール線直通) : 213, 214
- 急行列車、チェンナイ・ティルパティ間 (チェンナイ・マイソール線直通) : 6053, 6054, 6203, 6204
- 急行列車、ムンバイ・ナーガルコーイル間 (インド中南部鉄道などおよびチェンナイ・エルナークラム線など直通) : 6351 (ナーガルコーイル行、金曜・日曜走行), 6352 (ムンバイ行、日曜・木曜走行)
- サプタギリ急行 (チェンナイ・ティルパティ間、チェンナイ・マイソール線直通) : 6057, 6058

## 駅名及び停車駅
- サプタギリ急行は「急行」に含む。
- 「ム行急」とは、ムンバイ・ナーガルコーイル間急行列車を指す。

| 駅名                                                                            | 駅間所要時間 | パ行普 | 普通 | 快速 | 急行 | ム行急 | 接続路線等 | 所在地                                   | 所在地 |
| ------------------------------------------------------------------------------- | ------------ | ------ | ---- | ---- | ---- | ------ | --- | ---------------------------------------- | ------ |
| チェンガルパットゥ連絡駅 (CHENGALPATTU JN)                                      | --           | ●      | ●    |      |      | ●      | チェンナイ・マイラードゥトゥライ線 (普通195, 196直通)・チェンナイ・マドゥライ線 (普通172, 173, 847, 848、ム行急直通) | タミル・ナードゥ州・カーンチプラム県     |        |
| レッディパーラヤム駅 (REDDIPALAYAM)                                             | 7分          | ●      | ｜   |      |      | ｜     | | タミル・ナードゥ州・カーンチプラム県     |        |
| パールール駅 (PALUR)                                                            | 10分         | ●      | ●    |      |      | ｜     | | タミル・ナードゥ州・カーンチプラム県     |        |
| パーラヤシヴァーラム駅 (PALAYASIVARAM)                                          | 4分          | ●      | ｜   |      |      | ｜     | | タミル・ナードゥ州・カーンチプラム県     |        |
| ヴァラジャーバード駅 (WALAJAHBAD)                                               | 6分          | ●      | ●    |      |      | ｜     | | タミル・ナードゥ州・カーンチプラム県     |        |
| ナータペーッタイ駅 (NATHAPETTAI)                                                | 9分          | ●      | ｜   |      |      | ｜     | | タミル・ナードゥ州・カーンチプラム県     |        |
| カーンチプラム駅 (KANCHIPURAM)                                                  | 10分         | ●      | ●    |      |      | ●      | | タミル・ナードゥ州・カーンチプラム県     |        |
| ティルマールブール駅 (TIRUMALPUR)                                               | 10分         | ●      | ●    |      |      | ｜     | | タミル・ナードゥ州・カーンチプラム県     |        |
| ターッコーラム駅 (TAKKOLAM)                                                     | 14分         | ●      | ｜   |      |      | ｜     | | タミル・ナードゥ州・ヴェールール県       |        |
| アラッコーナム連絡駅 (ARAKKONAM JN)                                             | 7分          | ●      | ●    | ｜   | ●    | ●      | チェンナイ・マイソール線 (普通189, 190、快速213, 214、急行6053, 6054, 6203, 6204、サプタギリ急行直通)                | タミル・ナードゥ州・ヴェールール県       |        |
| ティルッタニ駅 (TIRUTTANI)                                                      | 15分         | ●      | ●    | ●    | ●    | ●      | | タミル・ナードゥ州・ティルヴァッルール県 |        |
| ポンパディ駅 (PONPADI)                                                          | 9分          | ●      | ●    | ｜   | ｜   | ｜     | | タミル・ナードゥ州・ティルヴァッルール県 |        |
| ヴェンカタナラシンハ・ラージュヴァリペーッタ駅 (VENKATANARASIMHA RAJUVARIPETTA) | 7分          | ●      | ●    | ｜   | ｜   | ｜     | | アーンドラ・プラデーシュ州               |        |
| ナガリー駅 (NAGARI)                                                             | 6分          | ●      | ●    | ｜   | ｜   | ｜     | | アーンドラ・プラデーシュ州               |        |
| エーカンバラクッパム駅 (EKAMBARAKUPPAM)                                         | 5分          | ●      | ●    | ●    | ●    | ｜     | | アーンドラ・プラデーシュ州               |        |
| ヴェーパグンタ駅 (VEPAGUNTA)                                                    | 7分          | ●      | ●    | ｜   | ｜   | ｜     | | アーンドラ・プラデーシュ州               |        |
| プットゥール駅 (PUTTUR)                                                         | 9分          | ●      | ●    | ●    | ●    | ｜     | | アーンドラ・プラデーシュ州               |        |
| タドゥク駅 (TADUKU)                                                             | 10分         | ●      | ●    | ｜   | ｜   | ｜     | | アーンドラ・プラデーシュ州               |        |
| プーディ駅 (PUDI)                                                               | 9分          | ●      | ●    | ｜   | ｜   | ｜     | | アーンドラ・プラデーシュ州               |        |
| レーニグンタ連絡駅 (RENIGUNTA JN)                                               | 8分          | ●      | ●    | ●    | ●    | ●      | インド中南部鉄道 (ム行急直通)                                                                                        | アーンドラ・プラデーシュ州               |        |
| インド中南部鉄道・ティルパティ駅 (TIRUPATI)                                     | 7分          | ●      | ●    | ●    | ●    | ●      | インド中南部鉄道 (ム行急直通)                                                                                        | アーンドラ・プラデーシュ州               |        |